# محمد فهمي العمري
محمد فهمي بن مصطفى بن محمد أمين العُمَري (1828 - 22 مارس 1873) كاتب وشاعر عراقي. ولد في الموصل وولّي رئاسة ديوان الإنشاء في بغداد مدّة. أجاد التركيّة والفارسيّة والفرنسية. وتقلّب في المناصب. ثمّ عيّنته الدولة العثمانية سفيرًا في كرمنشاه في إيران، ثم كان متصرّفًا في السليمانية، وتوفي فيها ودفن في الموصل. له رسائل بالعربية والفارسية وشعر كثير.

## سيرته
هو محمد فهمي بن مصطفى بن محمد أمين بن يونس بن مراد بن أبي الفضائل علي المفتي بن مراد بن عثمان بن علي بن قاسم العمري. ولد سنة 1825 م / 1245 هـ في الموصل. ونشأ في بيئة العلم والفضل. كان شاعراً مجيداً وثائراً بليغاً في اللغات العربية والفارسية والتركية. وقد تقلب في وظائف القضاء، ثم عين سفيراً للدولة العثمانية في بلاط الدولة الإيرانية.

توفي في مدينة السليمانية في 22 مارس 1873/ 23 محرم 1290 ثم انتقل إلى الموصل، ودفن خارج باب الجديد في الموصل في مقبرة خاصة.